# Thomas Kramer
Thomas Kramer (* 16. September 1959 in Zeitz) ist ein deutscher Literaturwissenschaftler.

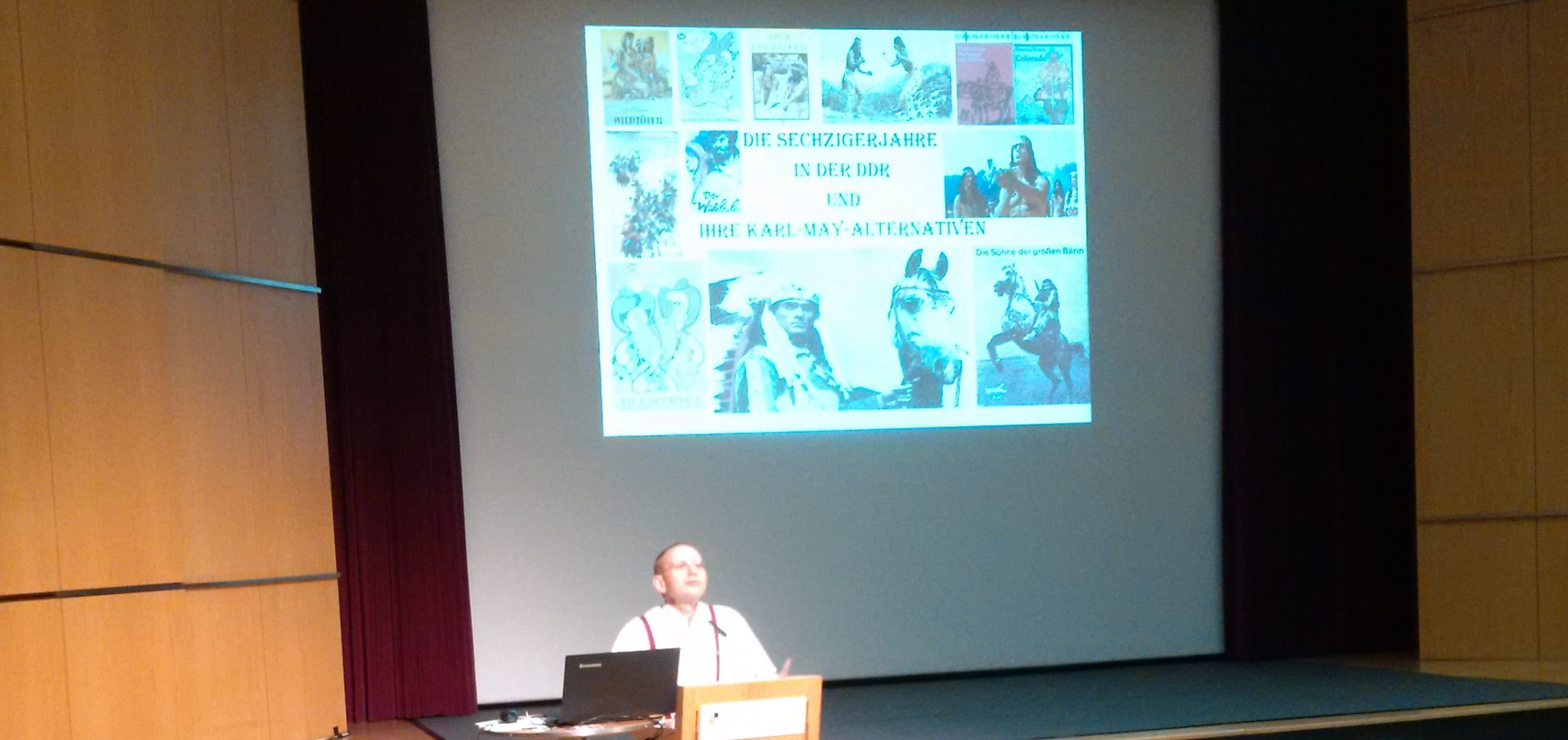
Vortrag bei einem Symposium der Karl-May-Gesellschaft in Bonn, 2016

## Leben
Zwischen 1981 und 1986 studierte er an der Karl-Marx-Universität Leipzig und wurde 1989 zum Dr. phil. promoviert. Seit dem 1. Februar 2000 war er Wissenschaftlicher Assistent bei Rüdiger Steinlein. Im Jahr 2001 habilitierte sich Kramer für Neuere Deutsche Literatur. Er ist Privatdozent an der Humboldt-Universität zu Berlin im Fachbereich Literaturwissenschaften.
Einem breiteren Publikum wurde Kramer vor allem durch seine Publikationen zur Comiczeitschrift Mosaik bekannt, der er mehrere Bücher und Aufsätze widmete. Darüber hinaus beschäftigte er sich vor allem mit der Abenteuer- und Unterhaltungsliteratur der Weimarer Republik, der Zeit des Nationalsozialismus und schwerpunktmäßig der DDR. Er ist Mitherausgeber des Handbuchs Geschichte der Kinder- und Jugendliteratur der DDR, einem Projekt der DFG, für das er vor allem die Kapitel „Spannungs- und Abenteuerliteratur der DDR“ sowie „Kinder- und Jugendzeitschriften der DDR“ verfasste. Außerdem war er am DFG-Forschungsprojekt „Programmgeschichte DDR-Fernsehgeschichte – komparativ“ beteiligt und bearbeitete hier das Thema „Literaturverfilmungen im DDR-Fernsehen – ein Beitrag zu einer Stil- und Rezeptionsgeschichte von Literaturverfilmungen in der DDR“. Zudem kuratierte er verschiedene Ausstellungen.

## Veröffentlichungen
- Das Mosaik Fan-Buch. Die ersten 89 Hefte des „Mosaik von Hannes Hegen“. Dietz, Berlin 1993, ISBN 3-320-01811-6.
- Das Mosaik FanBuch – Zweiter Teil. Die Hefte 90 bis 223 des „Mosaik von Hannes Hegen“ sowie unveröffentlichte Textgrundlagen. Dietz, Berlin 1994, ISBN 3-320-01848-5.
- (Hrsg.): Die Digedags am Silbersee. Auf den Spuren Karl Mays im DDR-Comic Mosaik (= Sonderheft der Karl-May-Gesellschaft. Nr. 111). Karl-May-Gesellschaft, Hamburg 1997, DNB 952762676.
- Micky, Marx und Manitu. Zeit- und Kulturgeschichte im Spiegel eines DDR-Comics 1955–1990. „Mosaik“ als Fokus von Medienerlebnissen im NS und in der DDR. Dissertation Universität Leipzig 1989. Weidler, Berlin 2002, ISBN 3-89693-195-4.
- Heiner Müller am Marterpfahl (= Aisthesis Essay. Band 24). Aisthesis, Bielefeld 2006, ISBN 3-89528-548-X.
- Der Orient-Komplex. Das Nahost-Bild in Geschichte und Gegenwart. Thorbecke, Ostfildern 2009, ISBN 978-3-7995-0197-2.
- Karl May. Ein biografisches Porträt. Herder, Freiburg im Breisgau 2011, ISBN 978-3-451-06237-7.
- mit Rüdiger Steinlein, Heidi Strobel (Hrsg.): Handbuch zur Kinder- und Jugendliteratur: SBZ/DDR. Von 1945 bis 1990. Stuttgart, Metzler, 2016, ISBN 978-3-476-02177-9.
- Karl May im Kreuzfeuer. Evangelische Verlagsanstalt, Leipzig 2023, ISBN 978-3-374-07422-8.